# Мурачёв, Олег Алексеевич
Олег Алексеевич Мурачёв (22 февраля 1995, Селятино) — российский футболист, защитник.

## Карьера
Воспитанник московских ДФА Рината Дасаева (до 2009), СДЮШОР «Москва» им. В. Воронина (2009—2010), Академии «Спартак» им. Фёдора Черенкова (2010—2011), ЦСиО «Локомотив» (2011).
В 2013 году провёл 21 матч в молодёжном первенстве за «Локомотив», в 2014 — 16 матчей за «Торпедо»-мол. В первой половине 2015 года играл в III дивизионе за «Квант» Обнинск. На профессиональном уровне дебютировал в сезоне 2015/16 в команде ПФЛ «Спартак-Нальчик», с которой вышел в ФНЛ. В сезоне 2017/18 выступал за другие команды ФНЛ — «Тюмень» и «Волгарь» Астрахань. Сезон 2018/19 провёл в новосозданном клубе ПФЛ «Урожай» Краснодар. В августе 2019 перешёл в клуб чемпионата Белоруссии «Неман» Гродно.